# Olympische Sommerspiele 1996/Teilnehmer (Papua-Neuguinea)
| Gelbes Symbol für Goldmedaillen mit stilisierten Olympischen Ringen | Graues Symbol für Silbermedaillen mit stilisierten Olympischen Ringen | Braundes Symbol für Bronzemedaillen mit stilisierten Olympischen Ringen |
| ------------------------------------------------------------------- | --------------------------------------------------------------------- | ----------------------------------------------------------------------- |
| —                                                                   | —                                                                     | —                                                                       |

Papua-Neuguinea nahm an den Olympischen Sommerspielen 1996 in Atlanta, USA, mit elf Sportlern teil.

## Teilnehmer nach Sportarten

### Boxen
- Howard Gereo
Fliegengewicht: 17. Platz

- Lynch Ipera
Federgewicht: 17. Platz

- Henry Kungsi
Leichtgewicht: 17. Platz

- Steven Kevi
Halbweltergewicht: 17. Platz

### Gewichtheben
- Peter Kilapa
Leichtgewicht: Wettkampf nicht beendet

### Leichtathletik
- Peter Pulu
100 Meter: Vorläufe
4 × 100 Meter: Vorläufe

- Amos Ali
200 Meter: Vorläufe
4 × 100 Meter: Vorläufe
4 × 400 Meter: Vorläufe

- Subul Babo
400 Meter: Vorläufe
4 × 100 Meter: Vorläufe
4 × 400 Meter: Vorläufe

- Ivan Wakit
400 Meter Hürden: Vorläufe
4 × 400 Meter: Vorläufe

- Allan Akia
4 × 100 Meter: Vorläufe

- Samuel Bai
4 × 400 Meter: Vorläufe